# 다나카 게이타
다나카 게이타(일본어: 田中 恵太, 1989년 12월 26일 ~ )는 일본의 축구 선수이다. 현재 J3리그의 가이나레 돗토리에서 뛰고 있다.

## 구단 경력
그는 2014년부터 J리그의 AC 나가노 파르세이루, FC 류큐, 미토 홀리호크, 가이나레 돗토리에서 뛰었다.